# Abscon
Abscon és un municipi francès, situat al departament del Nord i a la regió dels Alts de França. L'any 2006 tenia 4.152 habitants. Limita al nord amb Fenain i Erre, a l'est amb Escaudain, al sud-est amb Rœulx, al sud amb Mastaing, al sud-oest amb Émerchicourt, a l'oest amb Aniche i al nord-oest amb Somain.

## Demografia
| 1962                                       | 1968  | 1975  | 1982  | 1990  | 1999  | 2006  | 2014  |
| ------------------------------------------ | ----- | ----- | ----- | ----- | ----- | ----- | ----- |
| 4.819                                      | 4.899 | 4.636 | 4.213 | 3.954 | 4.135 | 4.161 | 4.370 |
| Des de 1962: població sense dobles comptes |       |       |       |       |       |       |       |

## Administració
| Període   | Identitat         | Partit |
| --------- | ----------------- | ------ |
| 1977-1981 | Raymond Bey       |        |
| 1981-2000 | Jeanne Lécu       |        |
| 2000-2008 | Pierre Bricout    |        |
| 2008-2016 | Gilbert Défossé   |        |
| 2016-     | Patrick Kowalczyk |        |